# أنور حريري
أنور حريري (10 مارس 1958 -) هو عازف ومنسق موسيقى وملحن وكاتب أغاني سوري.

## حياته ونشأته
أنور مصطفى حريري مواليد حلب في 10 مارس سنة 1958 ، نشأ بين عشرة أشقاء، والده كان مؤذن في مسجد، ساعده اخوه الكبير، منذ طفولته، بتعليمه الكمان، كان هو الآخر محب للآلة أيضاً، تخرج سنة 1972 من معهد حلب للموسيقى وله من العمر ست سنوات.تخرج من جامعة حلب ودرس بكلية الحقوق وتابع دراسته العليا. 
تزوج سنة 1982 المطربة سهام إبراهيم وأنجب منها ابنته الممثلة عبير حريري، وانفصل عنها 2010.
بعد سنوات تزوج أنور بامرأة سورية من حلب وأنجب منها ابنتين،.

## مسيرته
كانت البداية وهو في الثانوية، إلتقى بالمغني اللبناني محمد جمال، وعرض عليه الإنضمام إلي فرقته، وعملا سوياً في فندق فونتانا ببيروت، بأجر بسيط لمدة شهر ونصف.
بعدها تعرف على حسين درويش، الذي كان يدير فرقة موسيقية، وطلب من أنور إدارة الفرقة، في كازينو ببيروت، وحينها بدأت سلسلة النجاح تتوالى.

## أعماله

### الحياة في مصر
التقى بالفنان عمار الشريعي، ودعاه للحضور إلى القاهرة سنة 1976 وعرض عليه، تسجيل معزوفات على حسابه، وتعاون بين الاثنين. وفي إحدى جلسات العزف صدف أن دخل الملحن، بليغ حمدي، واستمع إلى عزف أنور، وسأله عن اسمه، وأعجب به وأخبره باللقاء في النادي الماسي، ذهب إلى النادي واستقبله بليغ أما حضور من ضمنهم السيدة وردة الجزائرية، وقال بليغ سأعرفكم على عازف كمان من سوريا، وطلب من أنور أن يعزف، عزف وأعجب الحضور به، وكانت هذه أول بداية اشتراكه مع الفرقة الماسية سنة 1976.
تسنت له فرصة العمل مع العندليب عبد الحليم حافظ، في حفلة غير متوقعة في فندق النيل هيلتون وكانت آخر حفلات حليم.

### السفر الي فرنسا
عاد بعد ذلك إلى سوريا سنة 1977 وتابع العمل فيها حتى تمكن من جمع مبلغ للسفر إلى الخارج، بغرض إتمام الدراسة في فرنسا مع أستاذه الذي علمه في معهد حلب «نجمي السكري» وهو عازف على مستوى عالمي سبق أن درس وعاش مدة في فرنسا، ولكنه كان منشغلاً بأموره الخاصة فاضطر أنور للبحث عن مدرس فأوصاه أحد أصدقاءه ببراك، واستفاد منه أنور.

### العودة إلى سوريا
اضطر بعدها إلى العودة إلى سوريا للخدمة العسكرية وأنهى ذلك سنة 1981،  تزوج بعدها المطربة سهام إبراهيم وأنجب منها ابنته الممثلة عبير حريري،  طلبت منه الانتقال معها إلى مصر في سنة 1984، لأعمالها هناك، وهناك عمل أنور مع الملحن هاني مهنا، في فرقته وعندما سمع أحمد فؤاد حسن بوجود أنور، طلب منه أن يعود للعزف معه في الفرقة «الماسية» ( وهي فرقة موسيقى الإذاعة  التي عملت  لأول مرة في مصر ). أثناء هذا إتاحة لانوار، ممارسة التوزيع الموسيقي وكتابة النوتات الموسيقية، للمطربين العرب، منهم وردة الجزائرية، ومحمد عبد الوهاب،  في لحنين مميزة جداً (أسألك الرحيل) للمطربة نجاة الصغير و(من غير ليه). عمل أنور بشكل فردي خارج نشاط الفرقة الماسية، وعندما توفي محمد حوالي سنة 1991 ولم تعد الفرقة تمارس عملها.
قضى أنور في مصر تسعة عشر سنة متصلة، عمل خلالها مع محمد عبده وطلال مداح وعبادي الجوهر، وتعلم العزف بالأسلوب والإيقاعات الخليجية، التي لم تكن مألوفة لديه.